# Geir Lundestad
Geir Lundestad, né le 17 janvier 1945 à Sulitjelma (comté de Nordland) et mort le 22 septembre 2023, est un historien et professeur norvégien, directeur de l'Institut Nobel et secrétaire du Comité Nobel norvégien de 1990 à fin 2014.

## Biographie
Né en 1945 à Sulitjelma, Geir Lundestad étudie l'histoire à l'Université d'Oslo et à l'Université de Tromsø. En 1970, il y obtient respectivement un Candidatus philologiæ (équivalent au DEA en Arts et Lettres dans les universités norvégiennes et danoises), puis un doctorat en 1976. De 1974 à 1990, il occupe les positions de lecteur et de professeur à l'Université de Tromsø. Il devient directeur de l'Institut Nobel en 1990.
Geir Lundestad passe plusieurs années aux États-Unis en tant que Research fellow à l'Université Harvard, entre 1978 et 1979 et 1983, puis au Woodrow Wilson International Center for Scholars à Washington en 1988 et 1989.
Il est aussi membre de Académie norvégienne des sciences et des lettres.
Il quitte le secrétariat du Comité Nobel norvégien à la fin 2014.
Il meurt le 22 septembre 2023.

## Publications

### en anglais
- The American Non-Policy Towards Eastern Europe  1943-1947, (Oslo - New York, 1975, réimpression 1978)
- America, Scandinavia, and the Cold War 1945-1949, (New York - Oslo, 1980)
- East, West, North, South: Major Developments in International Politics Since 1945, (Oslo - Oxford, 1987, updated in 1991, 1996, 1999 and 2004) English, Norwegian, Swedish, Russian, Chinese and Turkish editions.
- The American "Empire" and Other Studies of US Foreign Polict in Comparative Perspective. (Oxford - Oslo, 1990)
- Beyond the Cold War: New Dimensions in International Relations, (avec Odd Arne Westad, Oslo - Oxford, 1993)
- The Fall of Great Powers, Peace, Stability, and Legitimacy, Lundestad, Oxford - Oslo, 1994)
- "Empire " by Integration: The United States and European Integration 1945-1997, (Oxford, 1998.) Japanese edition 2005.
- No End to Alliance. The United States and Western Europe: Past, Present, and Future, Lundestad, Macmillan 1998.
- “The Nobel Peace Prize” in Agneta Wallin Levinovitz and Nils Ringertz, eds., The Nobel Prize. The First 100 years, (Londres – Singapour, 2001).
- War and Peace in the 20th Century and Beyond , avec Olav Njølstad, Singapour, 2002
- The United States and Western Europe Since 1945: From “Empire” by Invitation to Transatlantic Drift, (Oxford, 2003, paperback 2005), Norwegian edition 2004.
- Just Another Major Crisis? The United States and Europe Since 2000, Lundestad, Oxford 2008
- The Rise and Decline of the American "Empire". Power and its Limits in Comparative Perspective, Oxford, 2012
- International Relations Since the end of the Cold War. New & Old Dimensions in International Relations, Lundestad, Oxford, 2013

### en français
- Europamérique : États-Unis et Europe de l'Ouest de 1945 à nos jours [« The United States and Western Europe Since 1945: From "Empire" by Invitation to Transatlantic Drift »]  (trad. de l'anglais), Paris, Eyrolles, 2013, 455 p. (ISBN 978-2-212-54645-3), préface de Pascal Boniface